# Jackson Blai
Jackson Blai is een Surinaams zanger in de stijlen reggae en dancehall. Hij treedt op in Suriname en Europa.

## Biografie
Jackson Blai is afkomstig uit Paramaribo-Zuidwest. Hij werd geïnspireerd door Reggy Jahbless, van wie hij de muziek elke dag afspeelde. Op 16-jarige leeftijd begon hij zelf met zingen, en hij doet dit net als zijn idool in de stijlen reggae en dancehall. Hij treedt op in Suriname en Europa.
In 2017 won hij twee prijzen uit de Su Music Awards: als Beste reggae-/dancehallartiest en voor het uitbrengen van het Beste album van het jaar. In 2018 bracht hij met Nisha Madaran Baby tere liye uit. De videoclip werd binnen twee maanden meer dan een miljoen maal bekeken op YouTube en leverde het duo de prijs voor Beste collaboratie op in de Su Music Awards.
In april 2025 werden hij en de vakbondsbestuurder Poetini Atompai slachtoffer toen zij zich in een fastfoodrestaurant bevonden waar een roofoverval plaatsvond. Blai raakte gewond door schoten in zijn buik en been.